# Списък с епизоди на „Ханк Зипзър“
Списък с епизодите на Ханк Зипзър и кратко резюме.

### Сезон 1 (2015)
| Епизод № | Заглавие                   | Във Великобритания | В България     | Резюме към епизода |
| -------- | -------------------------- | ------------------ | -------------- | --- |
| 1        | Училищна катастрофа        | 28 януари, 2014    | 8 март, 2015   | Г-ца Адолф дава на учениците да напишат есе за това как са прекарали лятната ваканция. Ханк не може да напише своето есе и създава проект, но наводнява кабинета. Той трябва да напише есе и да го представи пред цялото училище. |
| 2        | Късметлийските чорапи      | 4 февруари, 2014   | 15 март, 2015  | Ханк не е добър в спортовете. След като няма чорапи, които да обуе е принуден да носи розовите на сестра си, които се оказват късметилийски. Той става част от бейзболния отбор на училището и побеждават отбора на г-жа Адолф. |
| 3        | Завесите се вдигат         | 11 февруари, 2014  | 22 март, 2015  | На Ханк му е писнало да му се подиграват, за това че в нищо не го бива. Той решава да се пробва в главната роля на училищната пиеса, но когато г-жа Адолф научава веднага съсипва плановете му. Той трябва да има 4+ на теста по аритметика, а за него това ще е трудно, защото той има дислекция. Отилчничката на класа се заема да му помага и той получава 4+ на теста, а тя главната роля в пиесата. |
| 4        | Кралят на гоблените        | 18 февруари, 2014  | 29 март, 2015  | Ханк без да иска разваля проекта си, който е направен заедно с Франки. Разбира се понася последствията – най-добрият му приятел е сърдит, но накрая осъзнава, че Ханк не е постъпил така нарочно и всичко между тях се оправя. |
| 5        | Обладани от духове         | 25 февруари, 2014  | 5 април, 2015  | Семейство Зипзър правят най-страховитата къща, за да изплашат МакКелти. |
| 6        | Война на думи              | 4 март, 2014       | 12 април, 2015 | Предстои дебат, в който няколко поредни години печели сем. Зипзър – Емили и баща ѝ. Този път отборите са други – Емили и майка ѝ, Ханк и баща му. Ханк не успява да научи всичко, което му е необходимо. Семейството се изправя срещу най-големия си враг – МакКелти. |
| 7        | Как се провалих по химия   | 11 март, 2014      | 19 април, 2015 | Ханк среща нов приятел – Боби. Той пътува постоянно с майка си. Тя е музикантка. Това става предпоставка най-добрите приятели на Ханк да ревнуват, защото той постоянно е с новия си приятел, който го смята за готин. На изпита по химия Ханк за малко да взриви училището. Госпожа Адолф припада, а Зипзър евакуира всички, като по този начин се отървава от наказание. |
| 8        | Мортадела бедствие         | 18 март, 2014      | 26 април, 2015 | Ханк получава бележника си, който е пълен с лоши оценки. Междувременно мъж на име Боб Ринг харесва новата рецепта на Роса. За да скрие своя доклад Ханк го слага в месомелачката на майка си. |
| 9        | Кой поръча бебето?         | 25 март, 2014      | 3 май, 2015    | Ханк иска да получи най-новите модерни обувки и е доволен, когато майка му му разрешава да работи в ресторанта, за да спечели пари за новите обувки. Но това е докато той не получава училищната задача да се грижи за бебе за един уикенд. Въпреки опитите Ханк не успява да се справи с работата и грижата за бебето едновременно. Той се съсредоточава върху новите обувки, но го сполетява истинско бедствие, когато пластмасовата кукла се заменя с истинско бебе. |
| 10       | Мисля, че повредих баща си | 1 април, 2014      | 10 май, 2015   | Стан ужасен разбира, че синът му Ханк го избягва и решава да стане „готин баща“. Той мисли, че има правото да участва в групата за шоуто за таланти. Ханк се опиитва да го спре, за да не участва в групата за шоуто. |
| 11       |                            | 8 април, 2014      | 17 май, 2015   | |
| 12       | Кой иска гущер?            | 15 април, 2014     | 24 май, 2015   | Ханк не може да повярва, че е избран да подслони японски ученик. Той трябва да върне формуляра попълнен, до следващия ден, но МакКелти го открадва. Затова се налага Ханк да донесе нов формуляр, но закъснява с 1 минута и г-жа Адолф не приема формуляра. Когато разбира за това, майката на Ханк е бясна и решава да говори с директора, като променя мнението му и разрешава на специална вечеря г-ца Адолф и г-н Рок да определят дали Ханк е достоен да приеме японския ученик. Бащата на Ханк решава да следи мача със слушалка. Когато решават да седнат на масата, Ханк донася специалното ястие за г-жа Адолф, а именно игуаната със скакалците. За да замаже положението Роса решава да направят караоке – тайната страст на учителката Адолф.                                                               |
| 13       | Първа среща                | 22 април, 2014     | 31 май, 2015   | Ханк среща готино момиче – Зоуи в часа на г-н Рок и се влюбва в нея още от пръв поглед. Той изпраща Франки и Ашли при Зоуи, за да разберат дали тя си има гадже, но тя разкрива мисията им и отговаря отрицателно. Емоциите се увеличават, Ханк не може да спи, да яде заради момичето, в което е влюбен. Дори в тетрадката си по математика е нарисувал Зоуи и г-жа Адолф вижда това и казва на Ханк да я махне. Ханк отива при дядо си за съвет и той му дава зелена светлина. Въпреки че първата среща на Ханк е пълен провал, защото в опита си да прегърне Зоуи, заплита ръката си в нейната коса, след като майка му дава на Зоуи японското произведение на Ханк, тя му прощава и отново излизат на среща ... в ресторанта на дядо Пете, където са в компанията на майка му и баща му, танцуващи подобие на танц. |

### Сезон 2 (2016)
| Епизод № | Заглавие                    | Във Великобритания | В България         | Резюме към епизода |
| -------- | --------------------------- | ------------------ | ------------------ | --- |
| 1        | Бедствие пред камера        | 13 август, 2015    | 12 септември, 2016 | Всяка година снимката на Ханк за училище перфектно съответства на неговия училищен доклад – и двете да отвратителни. Тази година Ханк е убеден, че снимката му ще е перфектна, но МакКелти я съсипва заради газирана напитка.               |
| 2        | Стая за двама               | 20 август, 2015    | 13 септември, 2016 | Петък след обяд е и на следващия ден Ханк ще бъде на училищното изложение – очертава се прекрасен уикенд. Но стаята на Емили е в ремонт и Ханк трябва да дели стаята си с нея и с ... игуаната ѝ. Май не се очертава толкова добър уикенд.. |
| 3        | Търсене на съкровище в тор  | 27 август, 2015    | 14 септември, 2016 | |
| 4        | Главобол                    | 3 септември, 2015  | 15 септември, 2016 | |
| 5        | Героят на Ханк              | 10 септември, 2015 | 16 септември, 2016 | |
| 6        | Приемен ден                 | 17 септември, 2015 | 19 септември, 2016 | |
| 7        | Грешка пред урните          | 24 септември, 2015 | 20 септември, 2016 | |
| 8        | Объркване на Свети Валентин | 1 октомври, 2015   | 21 септември, 2016 | |
| 9        | Камофлаж                    | 8 октомври, 2015   | 22 септември, 2016 | |
| 10       | Рожденият ден на Ханк       | 15 октомври, 2015  | 23 септември, 2016 | |
| 11       | Новото училище на Ханк      | 22 октомври, 2015  | 26 септември, 2016 | |
| 12       | Дядо Пийт – влюбен          | 29 октомври, 2015  | 27 септември, 2016 | |
| 13       | Последният ден              | 5 ноември, 2015    | 28 септември, 2016 | |